# Реджиналд Арвизу
Реджиналд Арвизу – Фийлди (на английски Reginald „Fieldy“ Arvizu, роден на 2 ноември 1969 г. в Бейкърсфийлд, Калифорния) е бас китарист на американската ню метъл група „Корн“.

## Биография
Сприятелява се рано с китарата, тъй като баща му свири в група с бащата на Джонатан Дейвис (вокалистът на Корн). С Джонатан се познават от деца. Фийлди е мозъкът зад марката „Корн“. Жени се през май 1998 г. за Шела. Двойката има три дъщери. Прякорът му идва от червендалестите му бузи, които наподобявали тези на котарака Гарфийлд, от там Фийлди.